# William Edmund Goodenough
William Edmund Goodenough, född den 2 juni 1867 i Portsmouth, död den 30 januari 1945 i Coulsdon, Surrey, var en brittisk amiral. Han var son till James Graham Goodenough.
Goodenough tjänstgjorde med det brittiska Royal Navy under det första världskriget, och han blev känd genom slaget vid Jylland.
Han ledde den grupp av lätta kryssare som utförde spaningsuppdrag för den brittiska Grand Fleet.
Goodenough ledde den 2:a lätta kryssarskvadronen mellan 1913 och 1916 från sitt flaggskepp HMS Southampton.  Han var i strid mera än de flesta av sina kolleger. Han deltog bl.a. i striderna vid Helgolandsbukten i augusti 1914 och Doggers bankar i januari 1915, båda med framgång.
Han följde upp detta med sitt spaningsupdrag vid slaget vid Jylland, vilket möjligtvis var det största och sista stora uppvisningen av jämbördig sjökraft i historien.  Goodenoughs roll i slaget var klanderfritt, till skillnad från många av hans kolleger (som nästan förlorade slaget för befälhavaren Jellicoe).
Han utnämndes till konteramiral efter Jyllandsslaget 1916 och han gavs befälet över den andra slagskvadronen fram tills stilleståndet.
Som pensionär var han 1930–1933 president i Royal Geographical Society.